# Euphorbia microcarpa
Euphorbia microcarpa är en törelväxtart som först beskrevs av Jaroslav Ivanovic Yaroslav Ivanovich Prokhanov, och fick sitt nu gällande namn av Porphyriy Nikitich Krylov. Euphorbia microcarpa ingår i släktet törlar, och familjen törelväxter. Inga underarter finns listade i Catalogue of Life.